# I Threw It All Away
I Threw It All Away är en låt skriven och framförd av Bob Dylan. Låten togs med på albumet Nashville Skyline och kom även att bli skivans första singelsläpp. Låten blev en hit i Storbritannien och Nederländerna, men fick ett svalare mottagande i USA. Skivans b-sida "Drifter's Escape" hade släppts som singel i vissa europeiska länder redan 1968, då som a-sida.
Denna countryrocklåt är liksom de övriga låtarna på Nashville Skyline textmässigt mycket direkt. Den handlar om ett förhållande som tagit slut på grund av sångarens arrogans och att han tagit personen för given. I många av Dylans låtar från tidigare under 1960-talet är det motparten som får skulden för att ett förhållande tagit slut, men i denna låt tar sångaren själv skulden. Låten togs senare med på livealbumet Hard Rain 1976.

## Listplaceringar
| Lista (1969)   | Position               |
| -------------- | ---------------------- |
| Danmark        | 5 (DR "Top 10")        |
| Nederländerna  | 17                     |
| Storbritannien | 30                     |
| USA            | 85 (Billboard Hot 100) |